# Bur man laimi
«Bur man laimi» (укр. Принеси мені щастя) — пісня латиського гурту Tautumeitas, з якою вони представляли Латвію на Пісенному конкурсі Євробачення 2025 в Базелі, Швейцарія.

## Про пісню
Tautumeitas мають досвід у етномузикології — вивченні культурних аспектів музики. Це виразно відчувається в їхніх піснях, де вони поєднують стародавні заклинання та латвійські звуки із сучасними ритмами. Учасниці гурту написали «Bur Man Laimi» у співпраці зі своїм піаністом і продюсером Елвісом Лінтиншем. Пісня описується як «запальний фольк-поп із мрійливою атмосферою, чіткими танцювальними рухами та вражаюче високими нотами». Текст розповідає про допомогу дубу у його зростанні. Tautumeitas також співають про те, що їх не злякають прокляття й чари.

## Пісенний конкурс Євробачення 2025

### Supernova 2025
Tautumeitas виступили на сцені Supernova, де Латвія обирає свого представника на Євробачення, змагаючись із дев'ятьма іншими фіналістами. Гурт виконав свою пісню «Bur Man Laimi» і став переможцем.

### На Євробаченні
28 січня 2025 року відбулося жеребкування, яке визначило, у якому з півфіналів Євробачення змагатиметься кожна країна. За результатами жеребкування Латвію потрапила до першої половини другого півфіналу, який відбудеться 15 травня 2025 року на арені Санкт-Якобсгалле в Базелі, Швейцарія.